# Mohač
Mohač (mađarski: Mohács, njemački: Mohatsch, srpski: Мохач, turski: Mohaç), grad na desnoj obali Dunava u južnoj Mađarskoj (Baranja).

## Zemljopisni položaj
Mohač se nalazi na cesti Osijek – Beli Manastir – Seksar (Szekszárd) 26 km sjeverno od Belog Manastira i 10 km od graničnog prijelaza Duboševica – Udvar. Na Dunavu kod Mohača nema mosta pa se na lijevu obalu prelazi  kompom, odakle cesta vodi na sjever prema Baji, odnosno na jug prema graničnom prijelazu prema Srbiji (Santovo – Bereg).
U starim hrvatskim ljetopisima i narodnim pjesmama Mohač se naziva i Muač, Muhač, Muvač čak i u množini Muhači.

## Povijest
Na Mohačkom polju 29. kolovoza 1526. godine Turci su pod sultanom Sulejmanom I. Veličanstvenim katastrofalno porazili vojsku ugarsko-hrvatskog kralja Ludovika II. u tzv. Mohačkoj bitci.
Druga velika Bitka kod Mohača dogodila se 1687. godine.
Za vrijeme turske vlasti je Mohač bio sjedištem sandžaka.
Još u 18. i sve do uvođenja agresivne asimilatorske politike u 19. st., Hrvati su u Mohaču bili apsolutna većina, a to se promijenilo zbog snažne asimilacijske politike mađarskih vlasti i nepovoljnih međunarodnih okolnosti sredinom 19. stoljeća i 20. stoljeća.

## Upravna organizacija
Upravno je sjedište Mohačke mikroregije u Baranjskoj županiji. Poštanski broj je 7700. Grad se rasprostire na 112,23 km četvornih. Širenjem je obuhvatio i neka susjedna sela, kao što je Dolnja Kanda. Pored nje, Mohač je obuhvatio i naselje Novi Mohač i sela Šar, Jelužda (Ležda), Gornja Kanda, Trnovac (Pustara).
U Mohaču se nalazi jedinica Hrvatske manjinske samouprave u Republici Mađarskoj.
Delegat Hrvatske državne samouprave u Mađarskoj za Mohač ulazi kao predstavnik Baranje. U sastavu od ožujka 2007. je to Đuro Jakšić.

## Kultura
Svakog proljeća se u Mohaču održava festival Pohod bušara (mađ. Busójárás).

## Promet
Od Mohača vodi prema ostatku mađarske željezničke mreže, željeznička prometnica (kraj se nalazi u Szolohegyu). U Mohaču se nalazi željeznička postaja.
Na kraju je željezničke pruge Pečuh – Mohač i spoj s lukom na Dunavu.

## Gospodarstvo
Riječna luka za izvoz ugljena iz rudarskog područja Pečuha. Crna i obojena metalurgija, mašinska, tekstilna, kožarska i prehrambena industrija, u okolici voćarstvo, vinogradarstvo i stočarstvo.

## Stanovništvo
Po vjeroispovijesti, bilo je 2001. godine 74,8% rimokatolika, grkokatolika 0,3%, reformiranih 6,2%, evangelista 1,0% te ostali.
2001. je u Mohaču živjelo 19.049 stanovnika. Po nacionalnom sastavu je bilo 93% Mađara, 2,4% Roma, 4,7% Hrvata, 9,6% Nijemaca, 0,6% Srba te ostalih 5,9%. Manjinsku samoupravu imaju Hrvati, Romi, Nijemci i Srbi.

### Hrvati u Mohaču
U Mohaču se nalazi hrvatsko kulturno-umjetničko društvo "Mohač", čiji je utemeljitelj i voditelj poznati mađarski atletski reprezentativac Stipan Filaković.
Mjesni Hrvati pripadaju skupini Šokaca.
Od kulturno-folklornih manifestacija, u Mohaču se od 2009. godine održava Pranje na Dunavu, u suorganizaciji Saveza Hrvata u Mađarskoj, Udruge baranjskih Hrvata i čitaonice mohačkih Šokaca.

## Poznate osobe
- Ferenc Pfaff, mađ. arhitekt
- Endre Rozsda, mađ.-fra. slikar
- Ödön Szendrő, mjesni vođa mađarske revolucije iz 1956., počasni građanin Mohača od 1992.
- Đuro Šarošac, jedan od najpoznatijih mađarskih etnologa

## Gradovi prijatelji
- Beli Manastir od 1967.
- Bensheim od 1987.
- Câmpia Turzii od 1990.
- Wattrelos od 1993.
- Siemianowice Śląskie od 1999.
- Beykoz od 2008.

## Vanjske poveznice
- (mađ.) Službene stranice